# Liste des gouverneurs du Texas
Le gouverneur du Texas est le chef du pouvoir exécutif du gouvernement de l'État américain du Texas et commandant en chef de la Garde nationale de l'État. Le gouverneur a le devoir de faire respecter les lois de l'État. Il peut convoquer le Congrès de l'État, approuver les lois votées par celui-ci ou y mettre son veto. Le gouverneur peut accorder la grâce dans des cas autres que l'impeachment, mais seulement sur recommandation du Board of Pardons (commission des recours en grâce), ou dans le cas de trahison, avec l'accord du pouvoir législatif.

## Histoire
La première constitution de l'État en 1845 créa la fonction de gouverneur avec un mandat de deux ans et une limite à quatre ans de la fonction sur une période de six années. La constitution sécessionniste de 1861 établit la fin de mandat au premier lundi de novembre suivant l'élection. La constitution de 1866, adoptée après la guerre de Sécession, augmenta le mandat à quatre ans, mais avec un maximum de huit ans tous les douze ans, mandat qui débute le premier jeudi après l'organisation de la législature, ou « aussi vite que cela est possible ». La constitution de 1869, sous la Reconstruction supprime la limite de mandats. Aujourd'hui encore, le Texas est l'un des rares États américains sans limite pour le renouvellement du mandat de gouverneur. La constitution de 1876 ramène le mandat à deux ans, mais un amendement constitutionnel adopté en 1972 le rétablit à quatre ans.

## Lieutenant-gouverneur
En cas de vacance du poste, le lieutenant-gouverneur devient le gouverneur en titre et cela depuis un amendement de 1999. Auparavant, le lieutenant-gouverneur agissait seulement comme gouverneur par intérim. Au Texas, le lieutenant-gouverneur est élu séparément et non sur une liste commune.

## Liste des gouverneurs du Texas
| No | Nom                      | Début de mandat   | Fin de mandat     | Parti               | Comté du Texas nommé en hommage  |
| -- | ------------------------ | ----------------- | ----------------- | ------------------- | -------------------------------- |
| 1  | James Pinckney Henderson | 19 février 1846   | 21 décembre 1847  | démocrate           | Comté de Henderson               |
| 2  | George Tyler Wood        | 21 décembre 1847  | 21 décembre 1849  | démocrate           | Comté de Wood                    |
| 3  | Peter Hansborough Bell   | 21 décembre 1849  | 23 novembre 1853  | démocrate           | Comté de Bell                    |
| 4  | J. W. Henderson          | 23 novembre 1853  | 21 décembre 1853  | démocrate           |                                  |
| 5  | Elisha M. Pease          | 21 décembre 1853  | 21 décembre 1857  | Unionistes du Texas |                                  |
| 6  | Hardin R. Runnels        | 21 décembre 1857  | 21 décembre 1859  | démocrate           |                                  |
| 7  | Sam Houston              | 21 décembre 1859  | 16 mars 1861      | démocrate           | Comté de Houston                 |
| 8  | Edward Clark             | 16 mars 1861      | 7 novembre 1861   | démocrate           |                                  |
| 9  | Francis Lubbock          | 7 novembre 1861   | 5 novembre 1863   | démocrate           | Comté de Lubbock(partiellement)  |
| 10 | Pendleton Murrah         | 5 novembre 1863   | juin 1865         | démocrate           |                                  |
| 10 | Fletcher Stockdale       | juin 1865         | 19 juin 1865      | démocrate           |                                  |
| 11 | Andrew Hamilton          | 19 juin 1865      | 9 août 1866       | démocrate           |                                  |
| 12 | James Throckmorton       | 9 août 1866       | 8 août 1867       | démocrate           |                                  |
| 13 | Elisha Pease             | 8 août 1867       | 30 septembre 1869 | républicain         |                                  |
| 14 | Edmund Davis             | 8 janvier 1870    | 15 janvier 1874   | républicain         |                                  |
| 15 | Richard Coke             | 15 janvier 1874   | 1er décembre 1876 | démocrate           | Comté de Coke                    |
| 16 | Richard Hubbard          | 1er décembre 1876 | 21 janvier 1879   | démocrate           |                                  |
| 17 | Oran Roberts             | 21 janvier 1879   | 16 janvier 1883   | démocrate           | Comté de Roberts (partiellement) |
| 18 | John Ireland             | 16 janvier 1883   | 18 janvier 1887   | démocrate           |                                  |
| 19 | Lawrence Sullivan Ross   | 18 janvier 1887   | 20 janvier 1891   | démocrate           |                                  |
| 20 | James Stephen Hogg       | 20 janvier 1891   | 15 janvier 1895   | démocrate           | Comté de Jim Hogg                |
| 21 | Charles Culberson        | 15 janvier 1895   | 17 janvier 1899   | démocrate           |                                  |
| 22 | Joseph Sayers            | 17 janvier 1899   | 20 janvier 1903   | démocrate           |                                  |
| 23 | S.W.T. Lanham            | 20 janvier 1903   | 15 janvier 1907   | démocrate           |                                  |
| 24 | Thomas Mitchell Campbell | 15 janvier 1907   | 17 janvier 1911   | démocrate           |                                  |
| 25 | Oscar Branch Colquitt    | 17 janvier 1911   | 19 janvier 1915   | démocrate           |                                  |
| 26 | James Edward Ferguson    | 19 janvier 1915   | 25 août 1917      | démocrate           |                                  |
| 27 | William Pettus Hobby Sr. | 25 août 1917      | 18 janvier 1921   | démocrate           |                                  |
| 28 | Pat Morris Neff          | 18 janvier 1921   | 20 janvier 1925   | démocrate           |                                  |
| 29 | Miriam Ferguson          | 20 janvier 1925   | 17 janvier 1927   | démocrate           |                                  |
| 30 | Dan Moody                | 17 janvier 1927   | 20 janvier 1931   | démocrate           |                                  |
| 31 | Ross S. Sterling         | 20 janvier 1931   | 17 janvier 1933   | démocrate           |                                  |
| 32 | Miriam Ferguson          | 17 janvier 1933   | 15 janvier 1935   | démocrate           |                                  |
| 33 | James Allred             | 15 janvier 1935   | 17 janvier 1939   | démocrate           |                                  |
| 34 | W. Lee O'Daniel          | 17 janvier 1939   | 4 août 1941       | démocrate           |                                  |
| 35 | Coke Stevenson           | 4 août 1941       | 21 janvier 1947   | démocrate           |                                  |
| 36 | Beauford H. Jester       | 21 janvier 1947   | 11 juillet 1949   | démocrate           |                                  |
| 37 | Allan Shivers            | 11 juillet 1949   | 15 janvier 1957   | démocrate           |                                  |
| 38 | Price Daniel             | 15 janvier 1957   | 15 janvier 1963   | démocrate           |                                  |
| 39 | John B. Connally Jr.     | 15 janvier 1963   | 21 janvier 1969   | démocrate           |                                  |
| 40 | Preston Smith            | 21 janvier 1969   | 16 janvier 1973   | démocrate           |                                  |
| 41 | Dolph Briscoe            | 16 janvier 1973   | 16 janvier 1979   | démocrate           |                                  |
| 42 | William Clements         | 16 janvier 1979   | 18 janvier 1983   | républicain         |                                  |
| 43 | Mark White               | 18 janvier 1983   | 20 janvier 1987   | démocrate           |                                  |
| 44 | William Clements         | 20 janvier 1987   | 15 janvier 1991   | républicain         |                                  |
| 45 | Ann Richards             | 15 janvier 1991   | 17 janvier 1995   | démocrate           |                                  |
| 46 | George W. Bush           | 17 janvier 1995   | 21 décembre 2000  | républicain         |                                  |
| 47 | J. Richard Perry         | 21 décembre 2000  | 20 janvier 2015   | républicain         |                                  |
| 48 | Greg Abbott              | 20 janvier 2015   | en cours          | républicain         |                                  |